# ノジャン＝ル＝ロトルー
ノジャン＝ル＝ロトルー （Nogent-le-Rotrou）は、フランス、サントル＝ヴァル・ド・ロワール地域圏、ウール＝エ＝ロワール県のコミューン。

## 地理
ノジャン＝ル＝ロトルーは自然区分上のペルシュ地方に属している。オルヌ県と接している。サルト県の県境からおよそ10kmしか離れていない。ル・マンとをつなぐ自然上の交通の軸であるユイヌ川谷に位置している。コミューンはパリから直線距離で南西西127kmのところにある。シャルトルの西52kmにある。
- 鉄道 - パリ-シャルトル-ル・マン間の路線が停車するノジャン＝ル＝ロトルー駅がある。1989年にLGV大西洋線が開業後は、駅に停車するのはTER路線と貨物路線のみになった。シャルトルへは電車で片道40分、ル・マンへは片道45分である。
- 道路 - 国道155号線（オルレアン-サンマロ間）、国道23号線（シャルトル-ナント間）、A11

## 由来
町は最初にNogionum（新しく一掃された土地）と呼ばれた。その後ガロ＝ローマ時代にはNovigentum、Nogentum（新たな人々、新たな町）となった。城を持つ町であるため、12世紀に町の支配者ロトルー家を付けたノジャン＝ル＝ロトルーの名が現れるまでは、11世紀にCastrum Nogenti（ノジャンの城）とも呼び表された。町の名を変更する試みがかつてあったが（コンデ公は1560年にEnghien-le-Françoisと改名、シュリー公マクシミリアンは1632年にNogent-le-Béthuneとし、フランス革命時代は簡単にNogent-le-Républicainと呼ばれた）、12世紀よりノジャン＝ル＝ロトルーの名が使われ続けている。
古いつづりのnogiomumは、ノジャン＝ル＝ロトルーのノジャンと他のNogentを区別したものである。nogiomumはnovio＋-magosの構成となっており、意味は『新しい市場』となる。

## 歴史

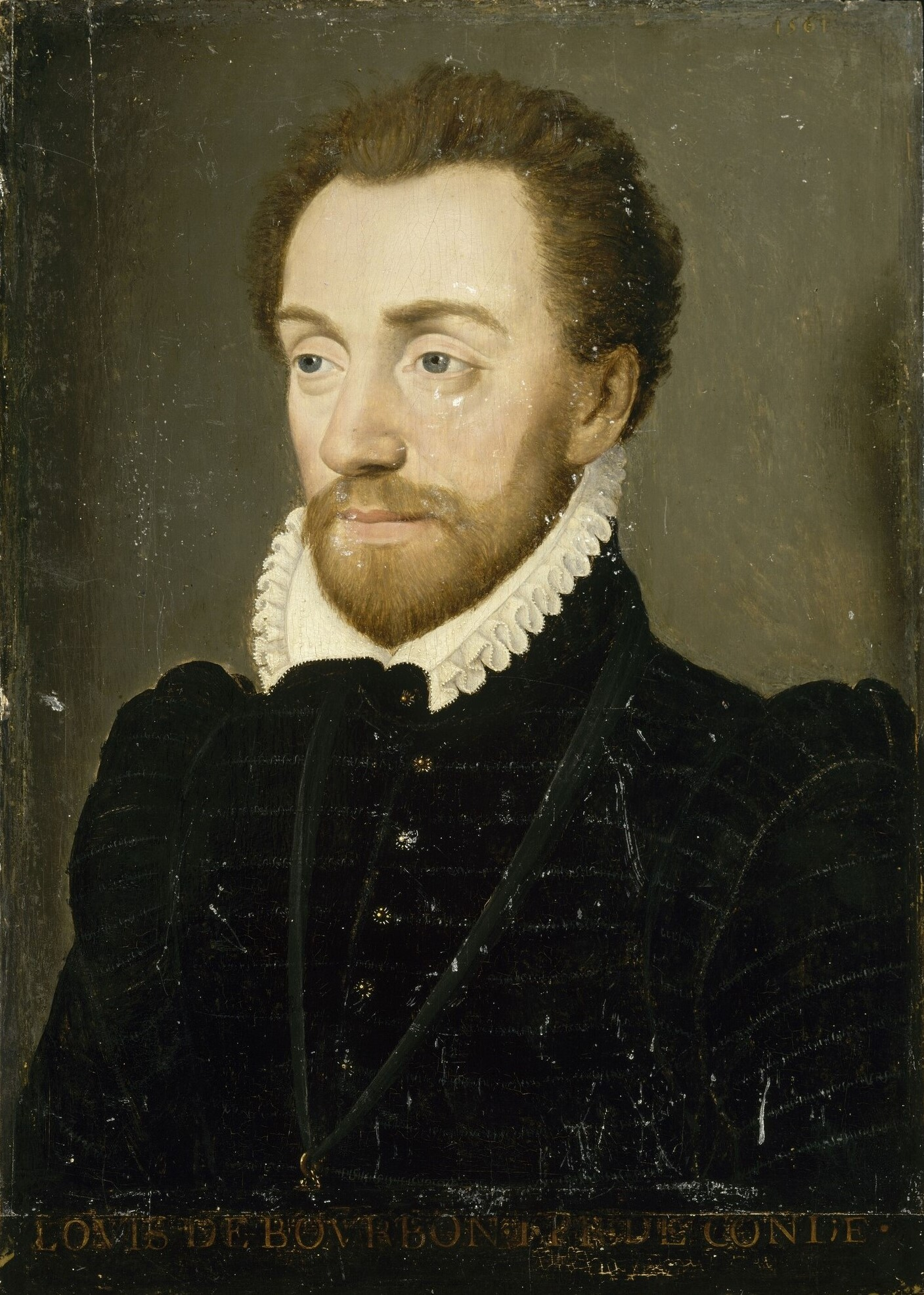
コンデ公ルイ1世

16世紀のノジャン＝ル＝ロトルーは、サージ織物とエタミーヌ織（fr、粗い平織の薄布）の生産と貿易で急速な発展を遂げた。これら織物はヨーロッパと新大陸に輸出された。また、周辺の農村地帯ではワインとシードルが生産されていた。町はルネサンス期に重要な知的・芸術的発展を見た。この地でプレイヤード派の詩人レミ・ベローが誕生している。町の庁舎とホールは1533年に建設された。そしてノジャンの通りの舗装は1556年に始まった。
しかし、ノジャン領主ルイ1世が新教徒派の首領となった後、ノジャンをユグノー戦争が襲った。1568年に参事会教会が焼失した。そして数か月後、ノルマンディーのカトリック派首領は、城の新教徒派駐屯地で絞首刑にされた。
多くの修道院や神学校が17世紀に建設された。ペルシュの繁栄は初期に繊維業と冶金業で活気づいていた。ルイ13世と母太后マリー・ド・メディシスは1614年9月10日に町で休息をとった。アンリ4世の新教徒の大臣、マクシミリアン・ド・シュリーは、1624年にノジャン領を獲得して領主となった。しかし、シュリーはサン・ドニ修道院の修道士たちが反対したためノジャンに住むことはなかった。
1685年のナントの勅令廃止は、多くの繊維業者の流出と、繊維業の衰退の始まりとなった。1693年に25,000生地が生産されていたエタミーヌ織は、1787年に7000生地、1802年には3500生地と生産が減少した。この危機は、強さと耐久性が特徴のペルシュロン種のウマの飼育で相殺された。
18世紀半ば、町中心地の沼地の排水が始まった。町は経済的困難によって打撃を受け、これは革命に先立つ出来事となった。住民たちは1780年に賦役に反対して反乱を起こした。
フランス革命に関連した暴力はノジャン＝ル＝ロトルーでわずかだった。町の名はノジャン＝ル＝レピュブリカン（Nogent-le-Républicain）と簡単に変えられた。ロトルー家の墓のみならず、マクシミリアン・ド・シュリー夫妻の墓も略奪された。1790年、2年前にサン・ドニ修道院の共同体が解散させられたのに続いて、町の多くの修道院が閉鎖された。これら宗教建築は多くが悪い状態にあり、いずれもがその後再び開かれることはなかった。1806年にコミューンが元サン・ドニ修道院の建物を購入し、コレージュや裁判所、刑務所として使用した。

## 政治

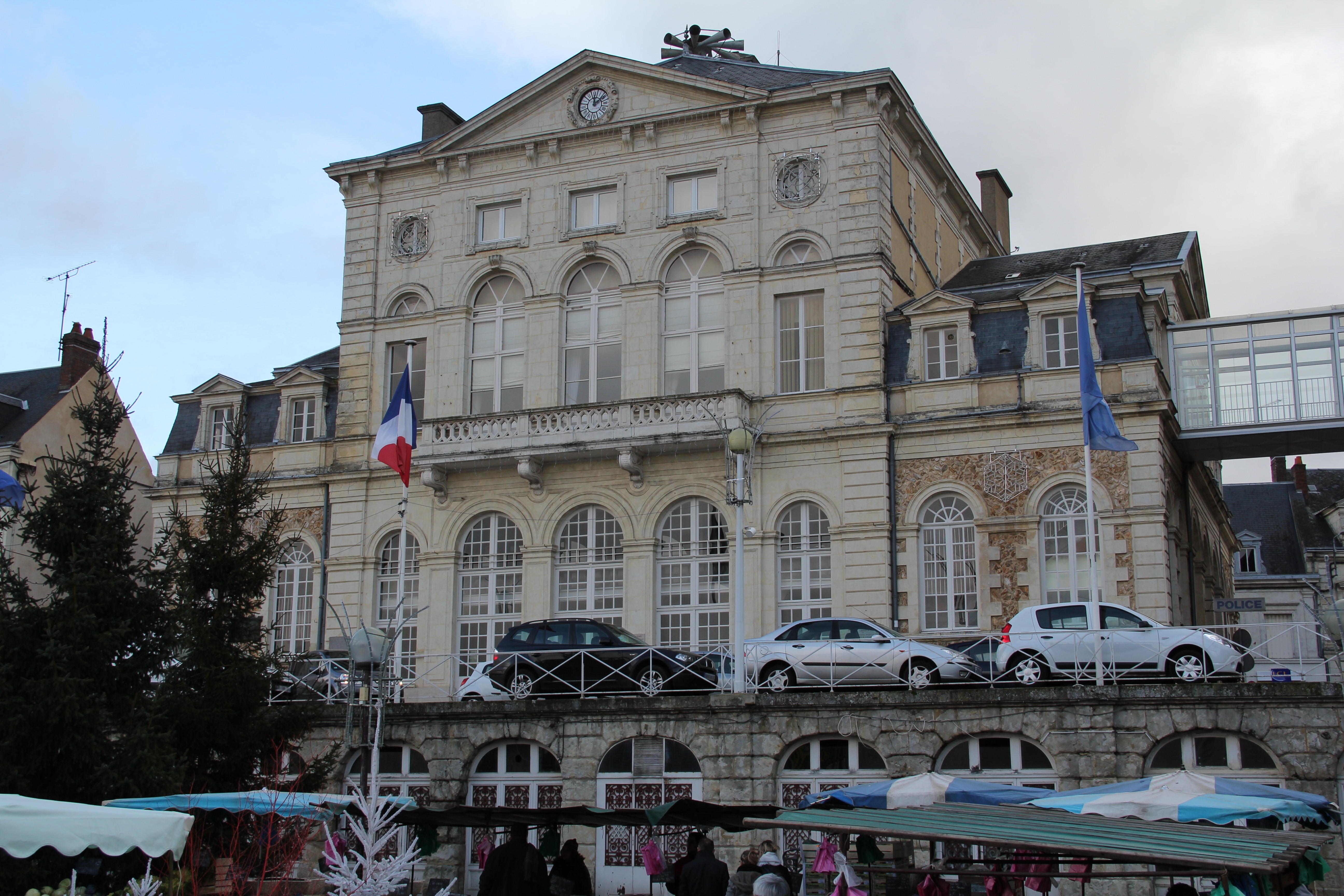
サン・ポル広場に面したコミューン庁舎

コミューンの投票者は、国政選挙において全般的に右派に投票する傾向がある。2002年フランス大統領選挙の第1回投票では、コミューンはフランス全体より圧倒的に議会右派と極右候補に投票した。ジャック・シラクが22.22％（全国平均19.88％）、ジャン＝マリー・ル・ペンが19.42％（全国平均16.86％）であった。2007年フランス大統領選挙では、ニコラ・サルコジは第1回投票で社会党候補セゴレーヌ・ロワイヤルより11ポイント多く獲得し、第2回投票では14ポイント多く獲得した（フランス全体では、サルコジは第1回投票で5ポイント多く、第2回投票では6ポイント多かった）。2012年フランス大統領選挙では、フランソワ・オランドが48.62％を獲得したのに対し、サルコジが51.38％獲得と上回った。
しかし、地方自治体選挙においては1960年代半ば以降、中道左派が過半数をとっている。左翼急進党所属のフランソワ・ユヴァールは、2014年の首長選挙で5回目の当選を果たした。2014年3月に行われた自治体選挙の結果、明らかに左派が議会の過半数を占めている。

## 人口統計
| 1962年 | 1968年 | 1975年 | 1982年 | 1990年 | 1999年 | 2006年 | 2014年 |
| ------ | ------ | ------ | ------ | ------ | ------ | ------ | ------ |
| 9428   | 11578  | 12806  | 12464  | 11591  | 11524  | 11488  | 10130  |

参照元:1962年から1999年までは複数コミューンに住所登録をする者の重複分を除いたもの。それ以降は当該コミューンの人口統計によるもの。1999年までEHESS/Cassini、2006年以降INSEE。

## 司法と行政機関
2000年代後半まで、ノジャン＝ル＝ロトルーには地方裁判所及び労働裁判所が置かれていた。司法制度改革の一環として、これら裁判所は2008年から2010年の間にシャルトルに移転した。
ノジャン＝ル＝ロトルー郡は、ウール＝エ＝ロワール県に3つある郡の1つである。小郡庁は繁華街の小さな建物に入っている。
小郡庁に加えて、町には国家憲兵隊と国庫の分室が置かれている。さらに町は地方自治体警察の権限下にある。

## 史跡
- サン・ジャン城[12] - 1040年代の建設。歴史的記念物[13]
- オテル・デュー - 1182年創設の病院。新教徒であったゆえに教会の埋葬を禁じられたシュリー公マクシミリアンと妻ラシェルの墓がある[14]
- サンティレール教会 - ノジャン＝ル＝ロトルーに3つある教会のうち最古の建物。11世紀。歴史的記念物[15]
- ノートルダム教会 - 歴史的記念物[16]
- サン・ローラン教会 - 15世紀から16世紀の建設。世俗権力を意図して建てられた。歴史的記念物[17]

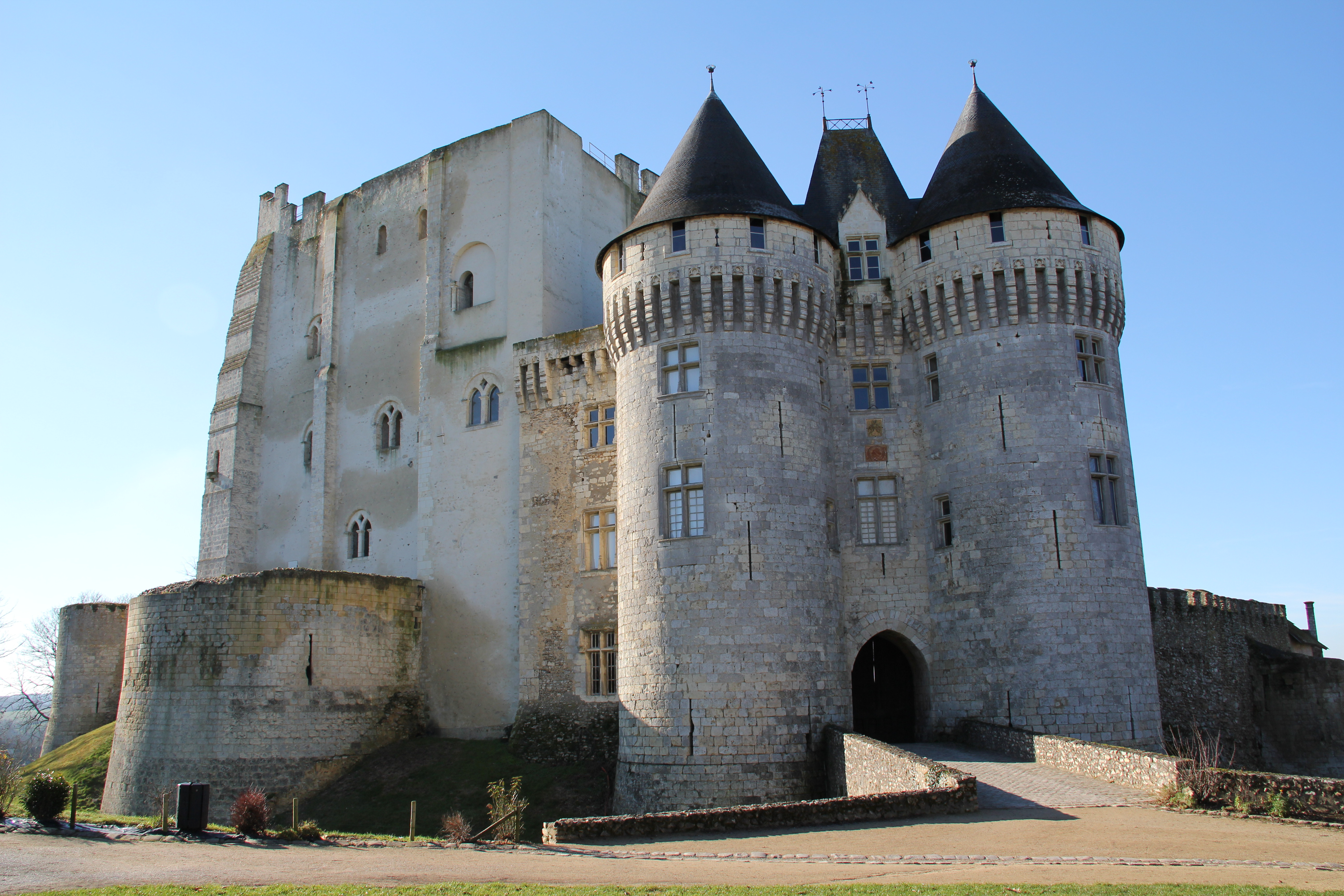
サン・ジャン城
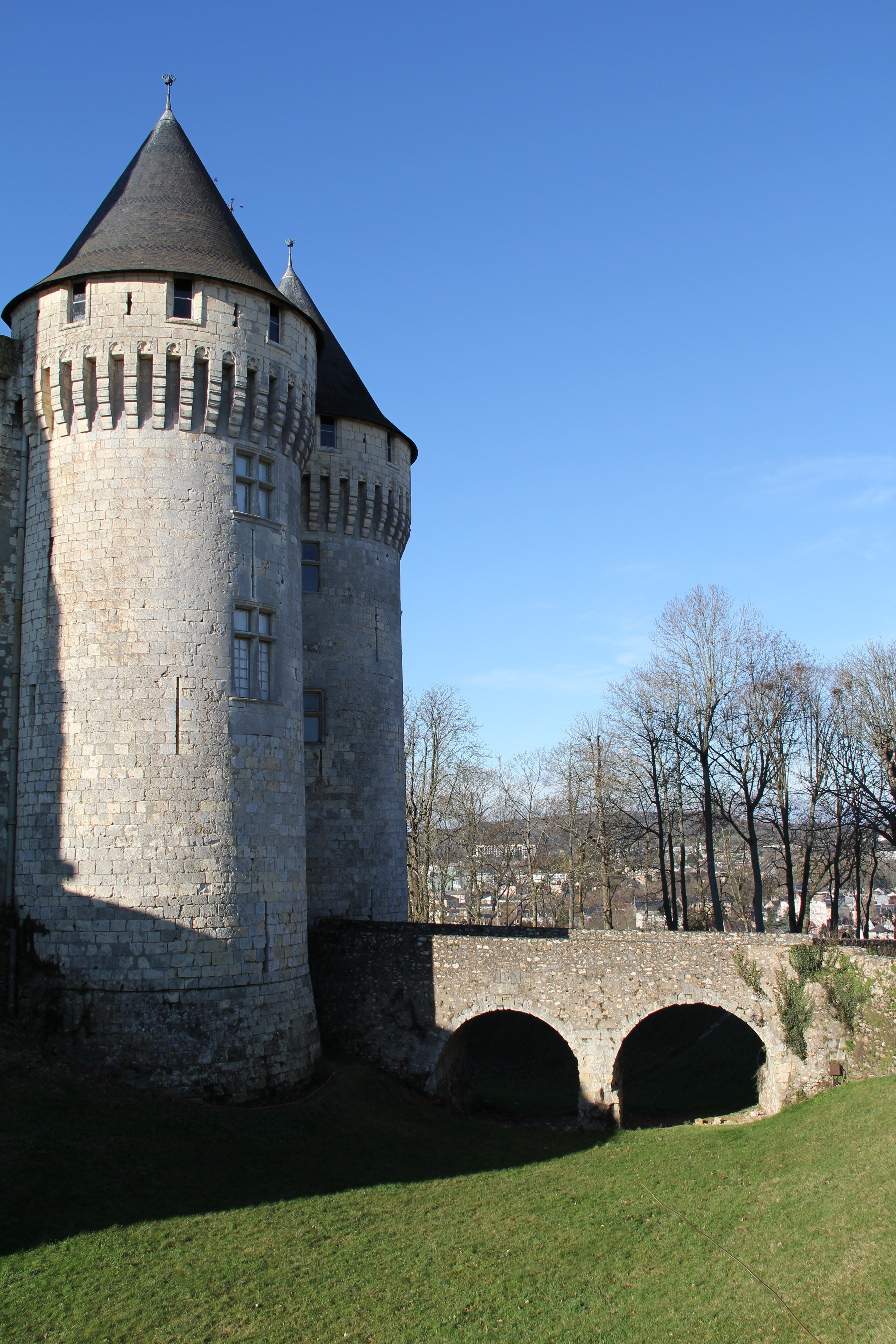
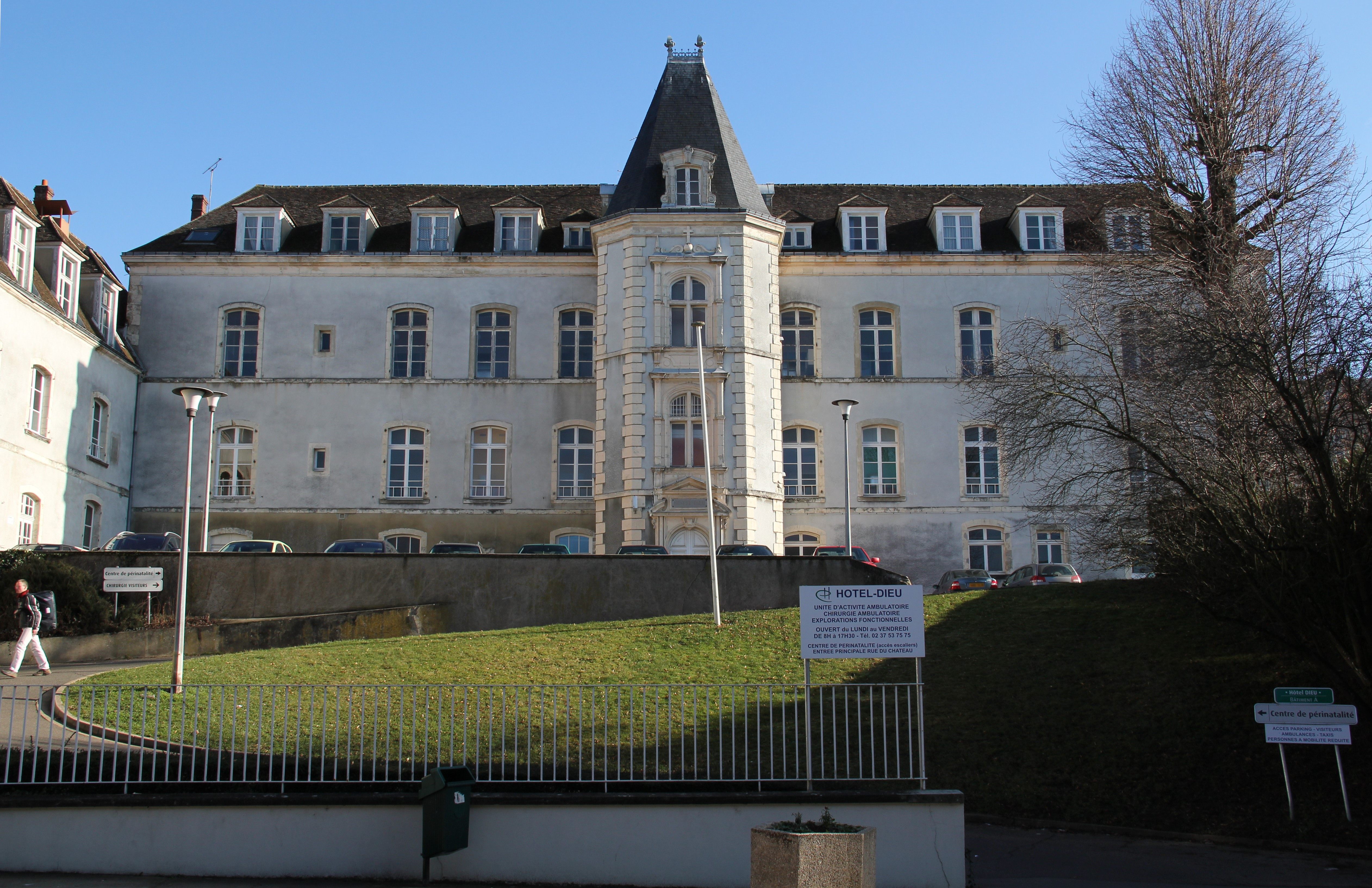
オテル・デュー外観
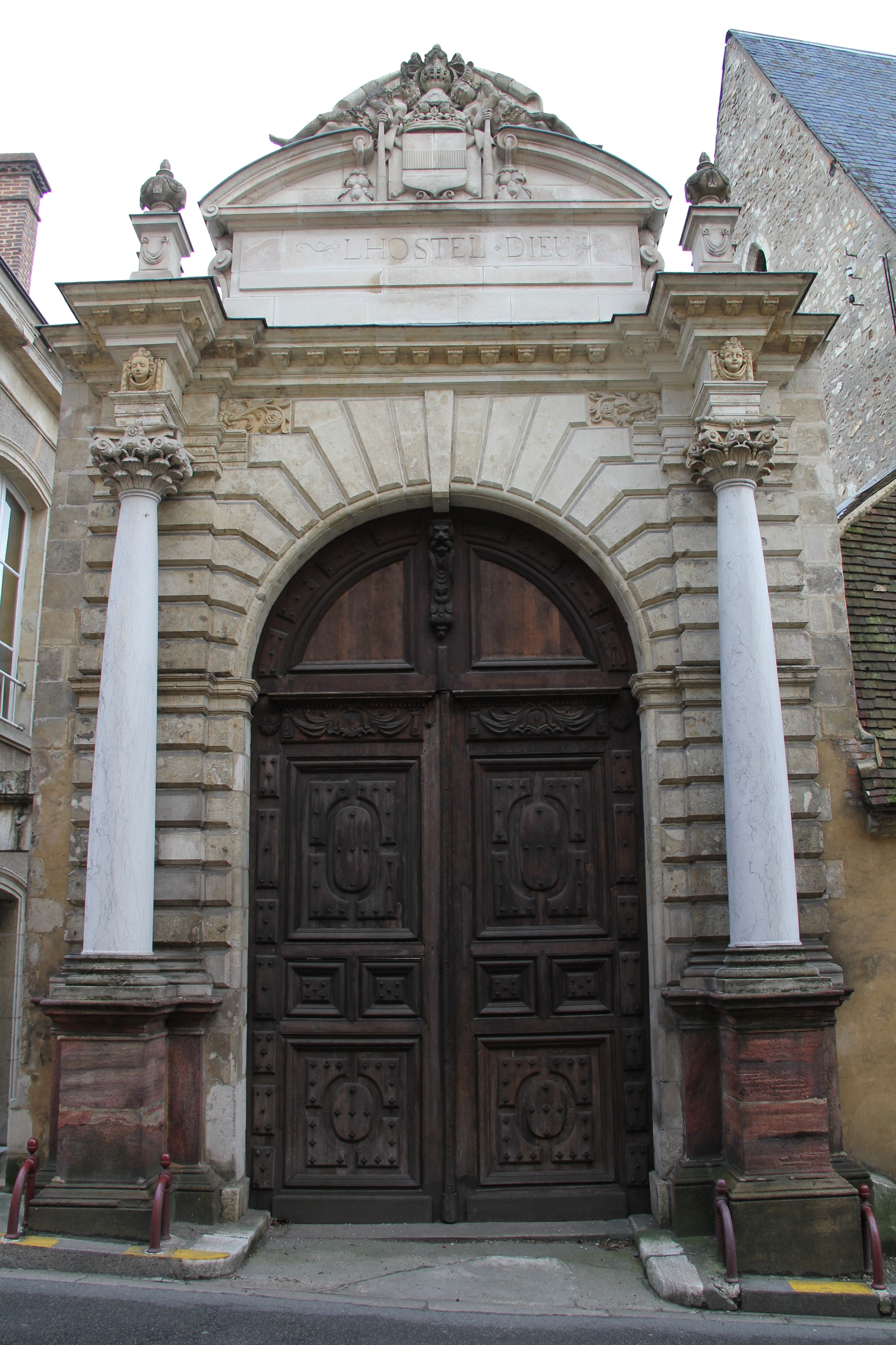
オテル・デュー建物
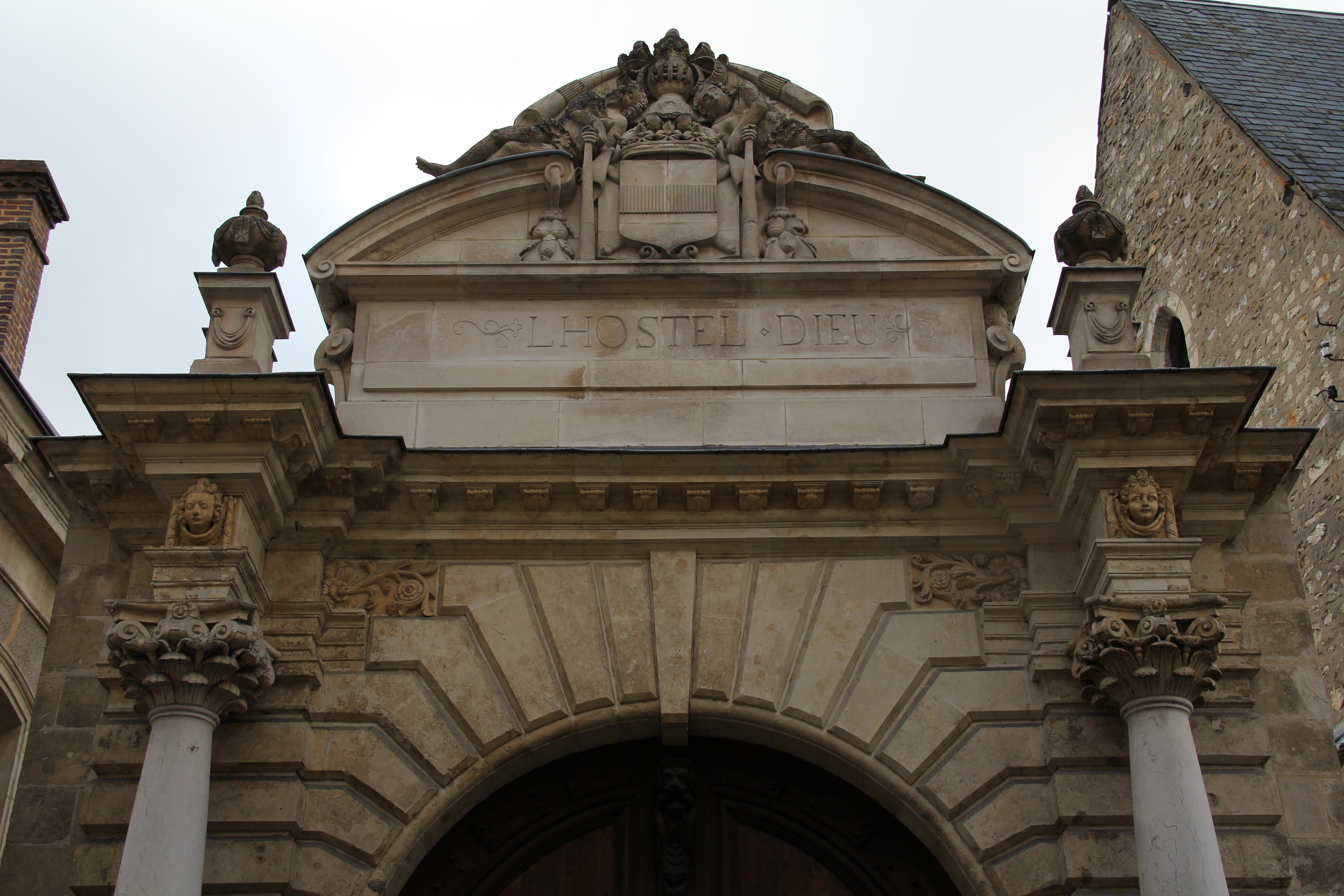
オテル・デュー入り口
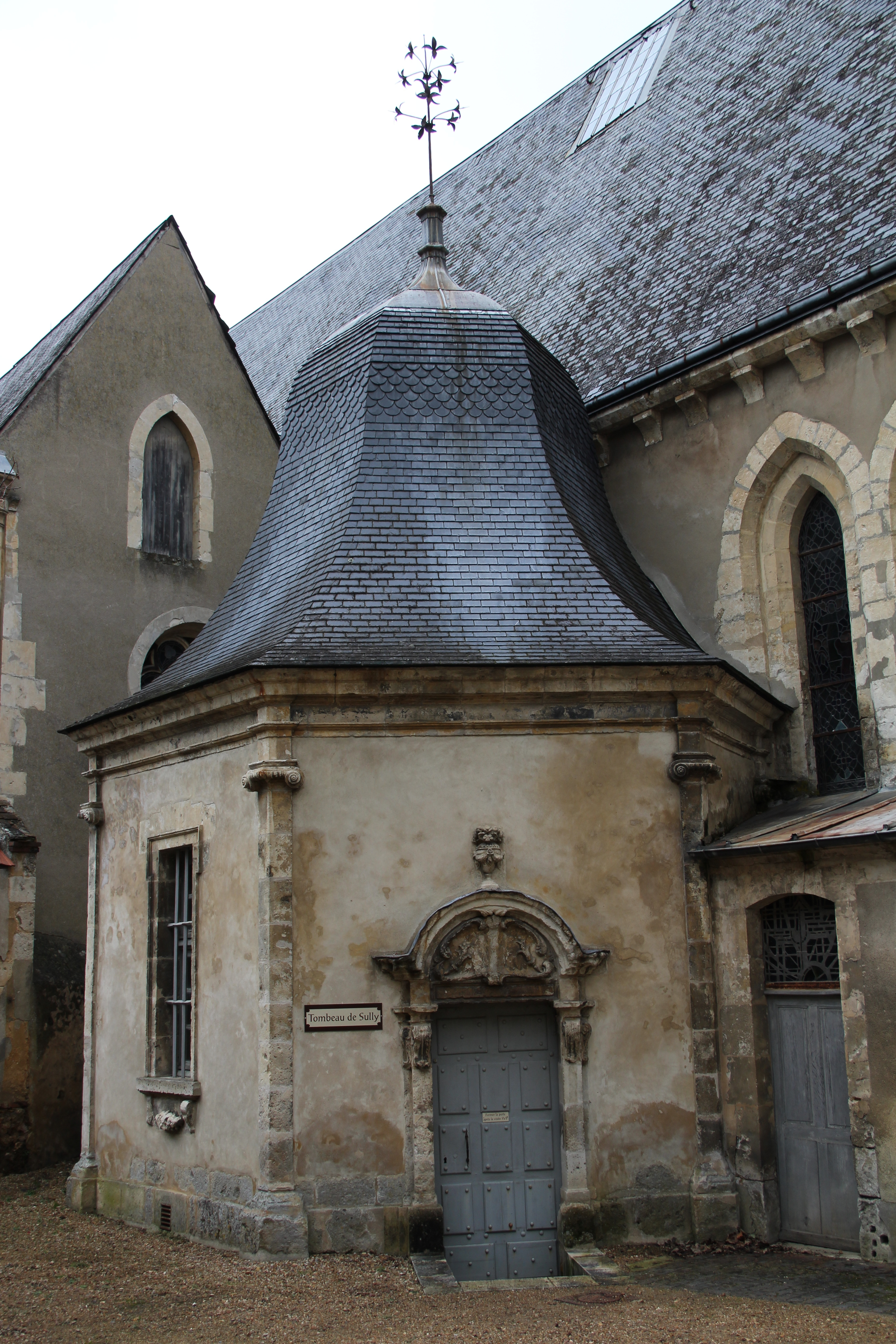
シュリー公爵夫妻の墓の建物
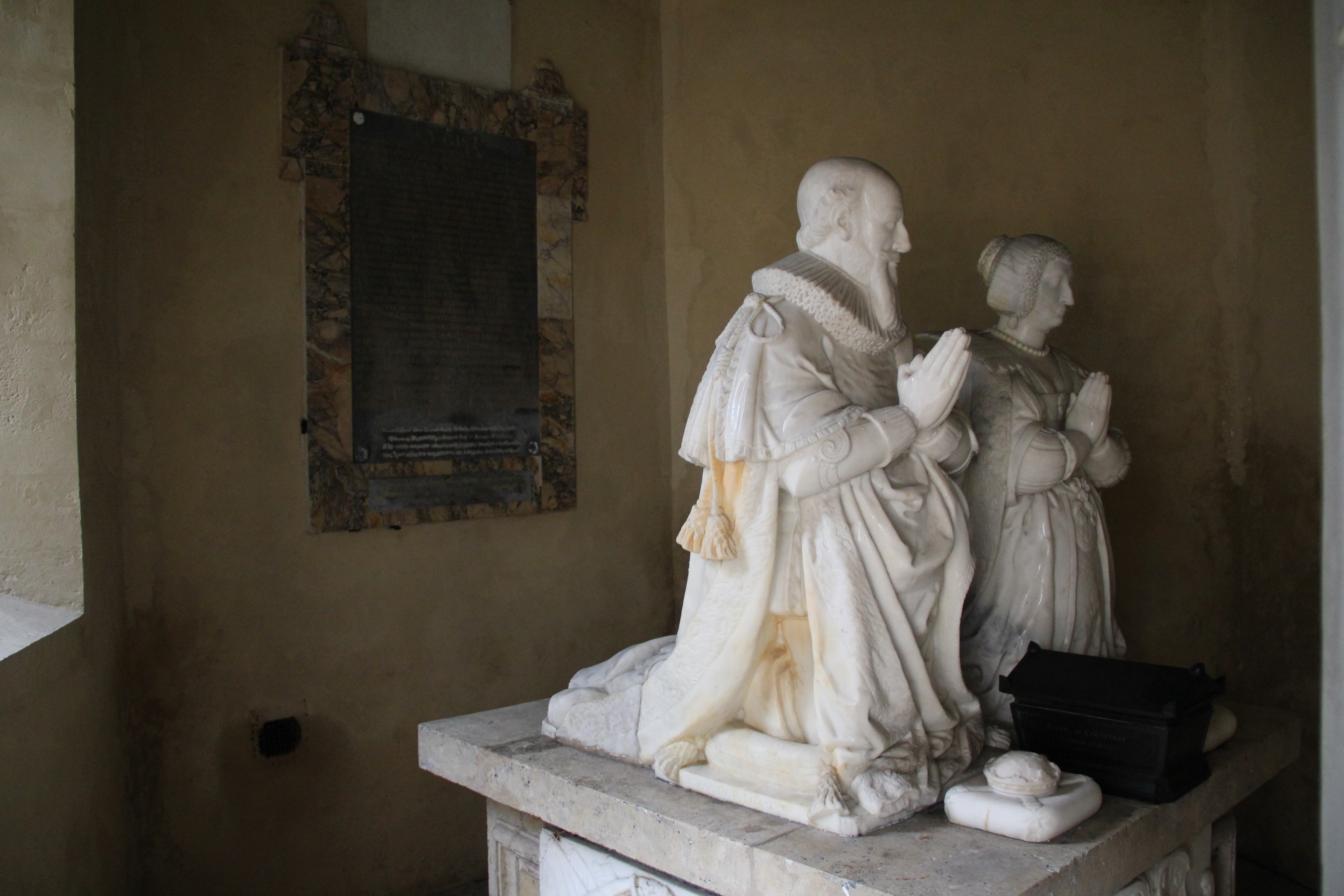
シュリー公爵夫妻の墓
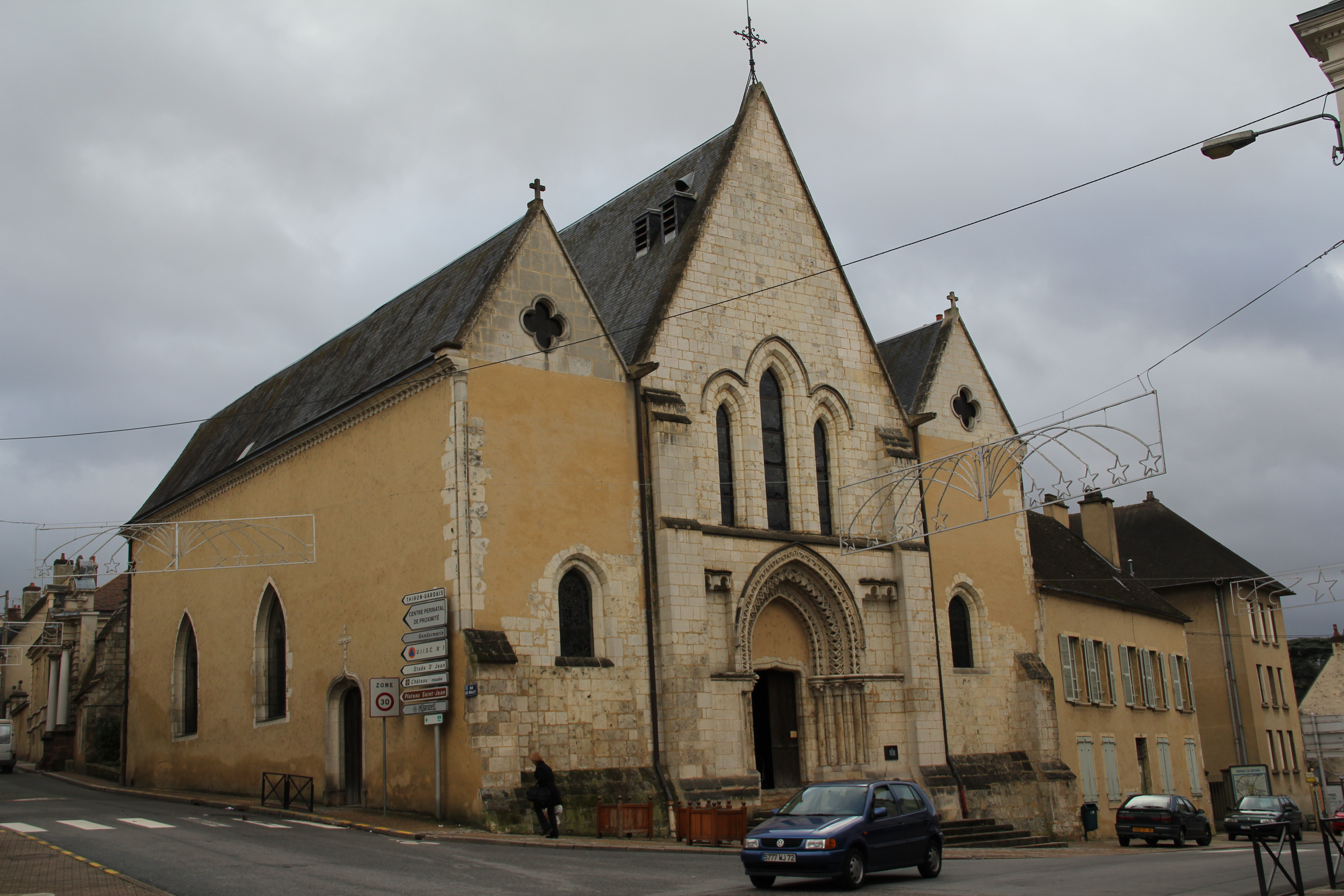
ノートルダム教会
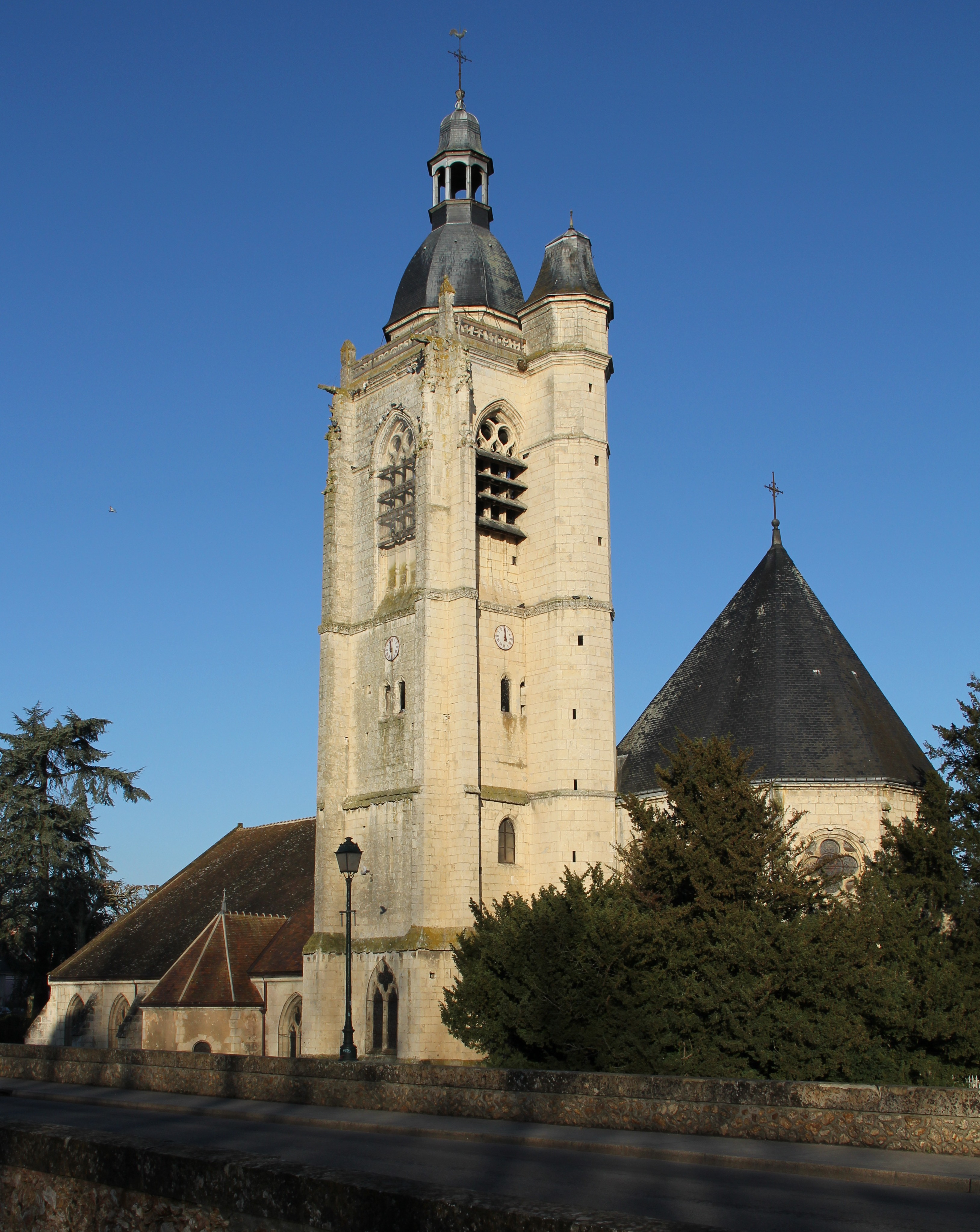
サンティレール教会
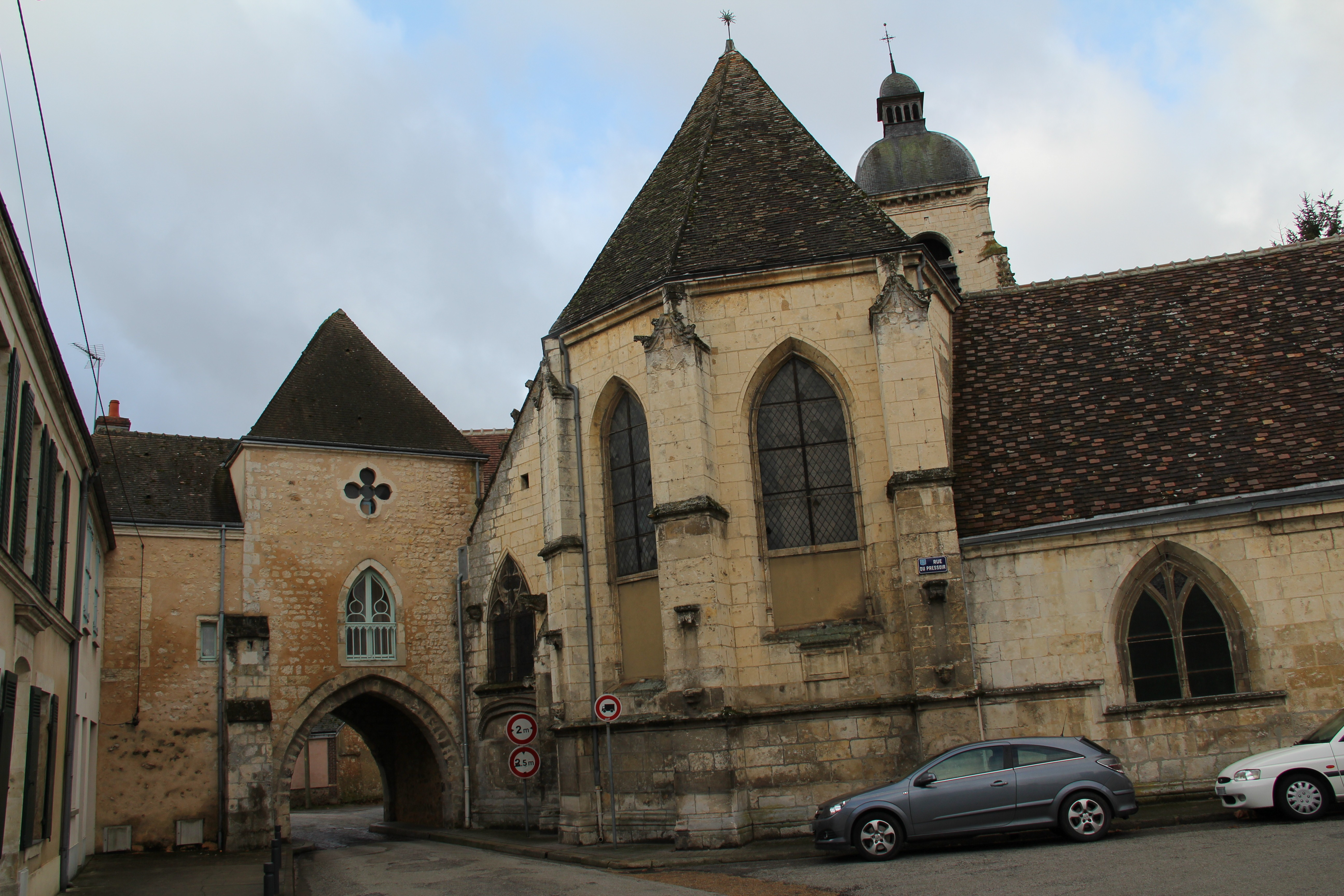
サン・ローラン教会入り口
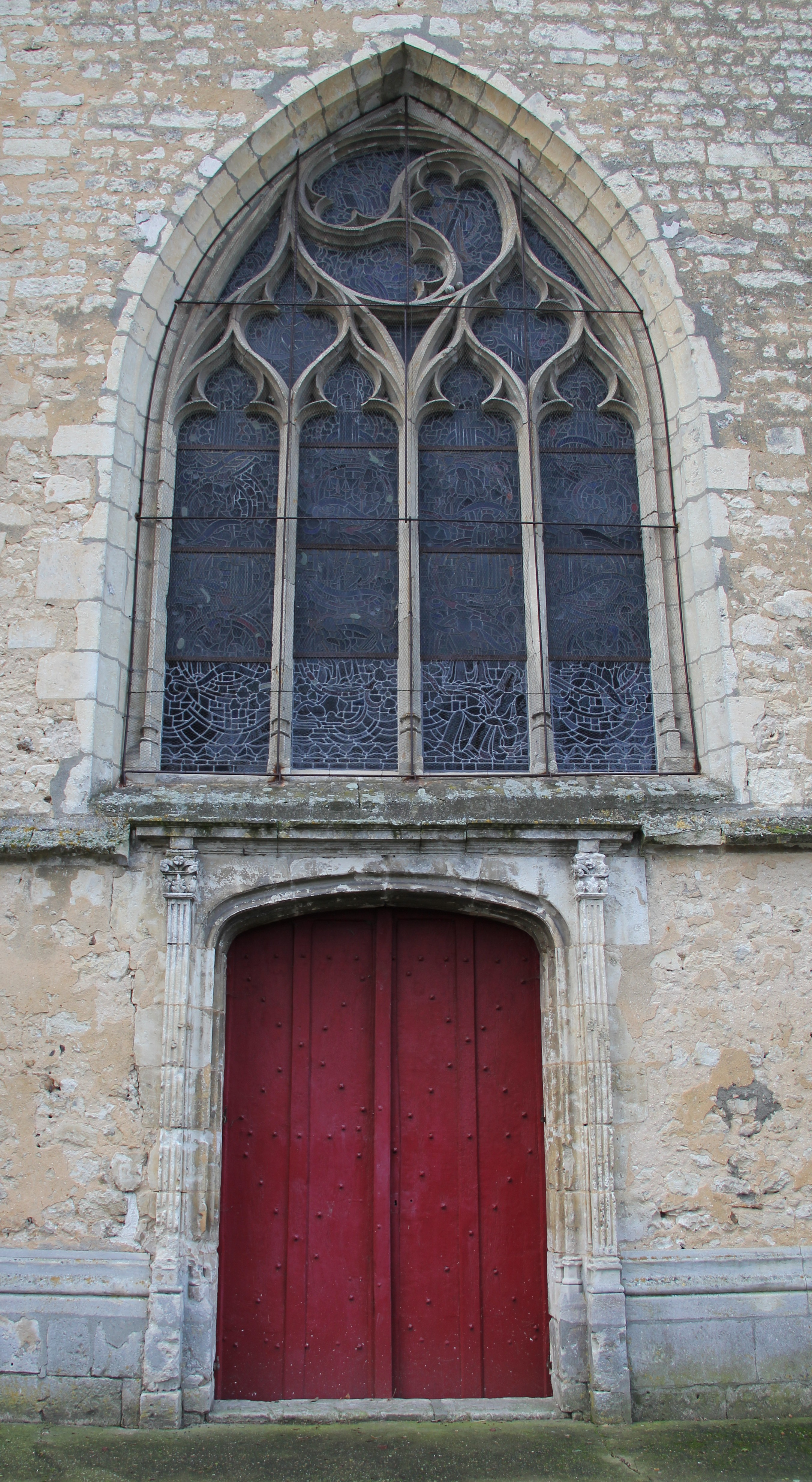
サン・ローラン教会
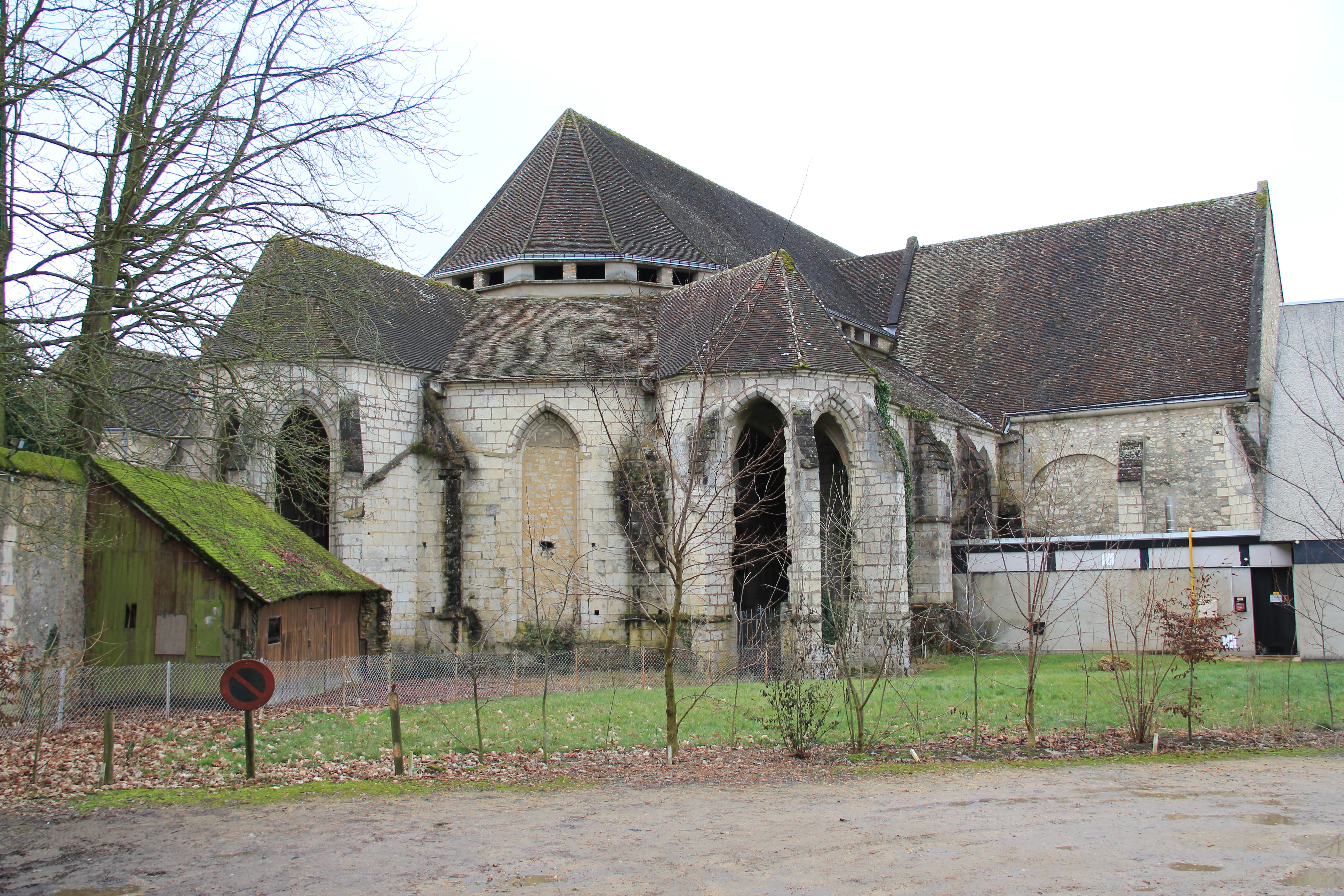
サン・ドニ修道院
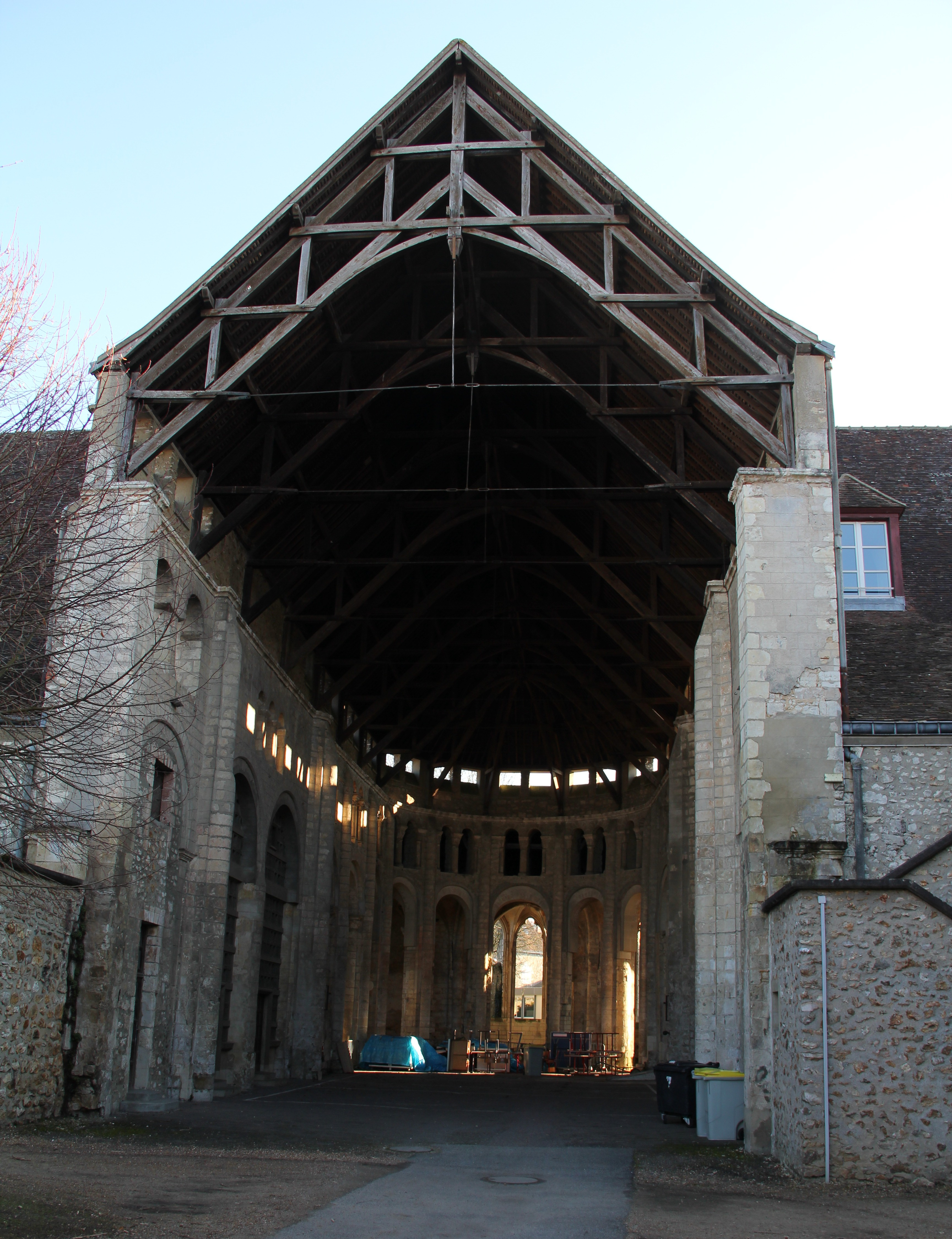
サン・ドニ修道院

## 出身者
- レミ・ベロー（1528-1577） - 詩人
- カミーユ・シルヴィ（1834-1910） - 写真家

## 姉妹都市
- バイエルスブロン、ドイツ
- ミッドハースト、イギリス

### ノート
- Bruyant, Pierre (1993) [1904]. Nogent-le-Rotrou et ses environs. Monographies des villes & villages de France. Paris: Res Universis. ISBN 978-2-87760-839-8. ISSN 0993-7129. OCLC 489866182。 :